# Рошу, Лауренциу
Лауренциу Думитру Рошу (рум. Laurențiu Dumitru Roșu; род. 26 октября 1975, Яссы) — румынский футболист, крайний нападающий. Известен как игрок «Стяуа» (Бухарест) и испанских клубов «Нумансия», «Рекреативо» и «Кадис», а также сборной Румынии.
Участник чемпионата Европы 2000 года. На турнире он сыграл в двух матчах своей сборной.

## Клубная карьера
Рошу родился в Яссах и начал играть в футбол с местной «Политехнике». Едва ему исполнилось 18 лет, его пригласил местный гранд «Стяуа» Бухарест, в котором он отыграл следующие семь лет, выиграв пять национальных чемпионатов.
В своём первом сезоне Рошу провёл всего 4 матча, но, после того как его прямой конкурент на позицию на поле был продан, он блестяще проявил себя, забив 6 голов в 31 играх в сезоне 1994/95 и его в общей сложности 27 голов в следующих двух сезонах. В сезоне 1997/98 «Стяуа» вновь выиграл чемпионат и стал первой командой в стране после Второй мировой войны, завоевывавшей национальный титул в течение шести лет подряд.
С Рошу в составе «Стяуа» стал первой румынской командой, достигшей группового этапа Лиги чемпионов УЕФА в сезоне 1994/95, а сам игрок покинул клуб в 2000 году с 159 играми в первом дивизионе Румынии. Ему также удалось выиграть три Кубка, добавив к ним 43 игры и 4 гола в еврокубках.
Рошу перешёл в «Нумансию» в сезоне 2000/01, присоединившись к соотечественнику Константину Барбу, который приехал в клуб прошлом сезоне. В свой первый год в Испании он забил 8 раз, в том числе сделал хет-трик в ворота «Реала», но «Нумансия» всё равно вылетела из Примеры. Отыграв ещё три года за клуб в Сегунде, Рошу подписал контракт с «Рекреативо», забив 19 голов в первых двух сезонах во всех турнирах, чем помог клубу в сезоне 2005/06 с первого места подняться в Примеру после трёхлетнего отсутствия.
Отличившись лишь три раза в сезоне 2006/07 годах и четырежды в следующем сезоне, Рошу переехал в соседний «Кадис», недавно опустившийся в третий испанский дивизион (Сегунду В). Всего через год Рошу покинул клуб.

## Карьера в сборной
Рошу дебютировал за сборной Румынии 10 октября 1998 года в отборочном к Евро 2000 матче против Португалии (победа 1:0) и представлял свою страну на финальной стадии турнира.
Он сыграл 38 международных матчей и забил 5 голов, в том числе важный гол в ворота Болгарии 2 сентября 2006 года (2:2) в отборе к Евро 2008.

## Тренерская карьера
В 2010 году Рошу начал карьеру тренера и, в частности, работал ассистентом в клубах «Васлуй», «Петролул» и в родном «Стяуа» (Бухарест).

## Достижения
«Стяуа»
- Чемпион Румынии: 1993/94, 1994/95, 1995/96, 1996/97, 1997/98
- Обладатель Кубка Румынии: 1995/96, 1996/97, 1998/99
- Обладатель Суперкубка Румынии: 1993, 1994, 1997
- Итого: 11 трофеев

«Рекреативо»
- Победитель Сегунды: 2005/06
- Итого: 1 трофей